# Zigomiceti
Zigomiceti (Zygomycota), divizija u carstvu gliva s preko 1 280 vrsta koje većinom pripadaju jednom od 10 imenovanimh redova Asellariales, Basidiobolales, Dimargaritales, Endogonales, Entomophthorales, Harpellales, Kickxellales, Mortierellales, Mucorales i Zoopagales.
Žive kao saprofiti i komenzali u probavnom sustavu člankonožaca (većinom slatkovodnih) te u mikorizi s biljkama. Razmnožavaju se spolno
Vrste u redu Mucorales (sive plijesni) uzrokuju propadanje uskladišternih namirnica.
Dvanaest vrsta nisu klasificirana nijednom gore navedenom redu a pripadaju rodovima Densospora, Microasellaria, Modicella, Mononema, Nothadelphia, Spirogyromyces i Zancudomyces.

## Vanjske poveznice
|  | Zajednički poslužitelj ima još gradiva o temi Zygomycota |
|  | Wikivrste imaju podatke o taksonu Zygomycota             |